# Islip (Oxfordshire)
Pour les articles homonymes, voir Islip.
Islip est un village et une paroisse civile de l'Oxfordshire, en Angleterre, à environ 3 km à l'est de Kidlington et 8 km au nord d'Oxford. Il comptait 619 habitants au recensement de 2001.
Le roi Édouard le Confesseur est né à Islip vers 1003.